# La Salle (Illinois)
La Salle és una ciutat dels Estats Units a l'estat d'Illinois. Segons el cens del 2000 tenia 9.796 habitants.

## Demografia
Segons el cens del 2000, La Salle tenia 9.796 habitants, 4.161 habitatges, i 2.471 famílies. La densitat de població era de 595,6 habitants/km².
Dels 4.161 habitatges en un 27,2% hi vivien nens de menys de 18 anys, en un 44% hi vivien parelles casades, en un 11% dones solteres, i en un 40,6% no eren unitats familiars. En el 35,3% dels habitatges hi vivien persones soles el 16,1% de les quals corresponia a persones de 65 anys o més que vivien soles. El nombre mitjà de persones vivint en cada habitatge era de 2,29 i el nombre mitjà de persones que vivien en cada família era de 2,98.
Per edats la població es repartia de la següent manera: un 23,4% tenia menys de 18 anys, un 9,4% entre 18 i 24, un 27,5% entre 25 i 44, un 21% de 45 a 60 i un 18,7% 65 anys o més.
L'edat mediana era de 38 anys. Per cada 100 dones de 18 o més anys hi havia 95,6 homes.
La renda mediana per habitatge era de 32.491 $ i la renda mediana per família de 44.638 $. Els homes tenien una renda mediana de 37.095 $ mentre que les dones 21.334 $. La renda per capita de la població era de 19.099 $. Aproximadament el 12,1% de les famílies i el 15,7% de la població estaven per davall del llindar de pobresa.

## Poblacions properes
El següent diagrama mostra les poblacions més properes.